# Ботевградски проход
Ботевградски проход (до 29 юни 1942 г.: Арабаконашки проход) е планински проход (седловина) между планината Мургаш на запад и Етрополска планина на изток (части от Западна Стара планина), в Община Горна Малина и Община Ботевград, Софийска област.
Дължината на прохода е 7 km, надморска височина на седловината – 970 m.
Проходът свързва долината на Макоцевска река в Камарската котловина на юг с долината на река Бебреш (десен приток на река Малки Искър) на север. Трасето започва от северния край на Камарската котловина, на 0,6 km източно от село Горно Камарци, на 762 m н.в. и след множество завои и стръмни участъци, след 4,1 km се изкачва на седловината. След това продължава 5,2 km по долината на река Бебреш) и завършва на 539 m н.в. югоизточно от „опашката“ на язовир Бебреш.
Пътят през прохода е прокаран през 1866 г. от Мидхат паша и до построяването на шосето през прохода Витиня през 1934 г. е основната транспортна връзка от София за Северна България.
В прохода се случват няколко важни събития в новата история на България:
- На 22 септември 1872 г. в него е извършен Арабаконашкият обир на турската поща от комитетски дейци, начело с Димитър Общи.[2]
- По време на Руско-турската освободителна война (1877 – 1878) през зимата (ноември-декември) на 1877 г. в прохода се водят ожесточени боеве между руските освободителни войски начело с генерал Гурко и османските войски.[2]
- На 14 април 1925 група анархисти извършват атентат срещу цар Борис III, при който са убити проф. Делчо Илчев и Петър Котев.

Сега проходът е с локално значение, тъй като е стръмен, с много завои и през зимните месеци не се поддържа. През него преминава общински път от село Горно Камарци за град Ботевград.

## Други
На Арабаконак е наречена улица в квартал „Сухата река“ в София (Карта).

## Топографска карта
- Лист от карта K-34-48. Мащаб: 1 : 100 000.